# Całka (wieś)
Całka – dawna miejscowość (nieistniejąca) w Polsce, w województwie śląskim, w powiecie częstochowskim, w gminie Poczesna.

## Położenie
Wieś w 1792 roku położona była między miejscowościami Sobuczyną, Hutą Starą B, Poczesną i Mazurami, współcześnie okolice ulicy Łąkowej w Poczesnej. Leżała przy drodze z Zawisnej do Częstochowy, przez Brzeziny.

## Historia
W księgach parafii Poczesna wieś Całka pojawia się w 1631 roku. Nazwa wsi mogła pochodzić od istniejącej tam karczmy, której właścicielem był Żyd o nazwisku Całka. Miejscowość Całka pojawia się m.in. w dokumentach mówiących o zbudowaniu w oparciu o decyzje i środki Komisji Edukacji Narodowej szkoły parafialnej w Poczesnej w 1792 roku. Szkoła ta obejmowała 8 wsi, m.in. Całkę. Wieś pojawia się również na mapie pochodzącej z 1798. W 1841 roku Całka jako pustkowie, będąc częścią ekonomii Poczesna przechodzi na własność rosyjskiego generała artylerii Michała Sobolewa. Po zmarłym w 1866 roku generale Sobolewie majorat Poczesna odziedziczył jego syn Michał, a po nim jego siostra księżna Eliza Teniszew. Na mocy ustawy z 25 lipca 1919 r. majoraty przeszły na własność Skarbu Państwa.
W 1915 roku w Całce działa utrzymywana przez chłopów szkoła, określana w dokumentach jako Poczesna II.
Wieś leżała w Częstochowskim Obszarze Rudonośnym. W okresie międzywojennym działały tu kopalnie rud żelaza „Nowa Huta III” i „Nowa Huta IV”. Należały do Towarzystwa Akcyjnego Zakładów Hutniczych „Huta Bankowa” w Poczesnej z siedzibą w Borku. Miejscowość nie była wskazana na mapie Instytutu Wojskowo-Geograficznego w 1921 roku.

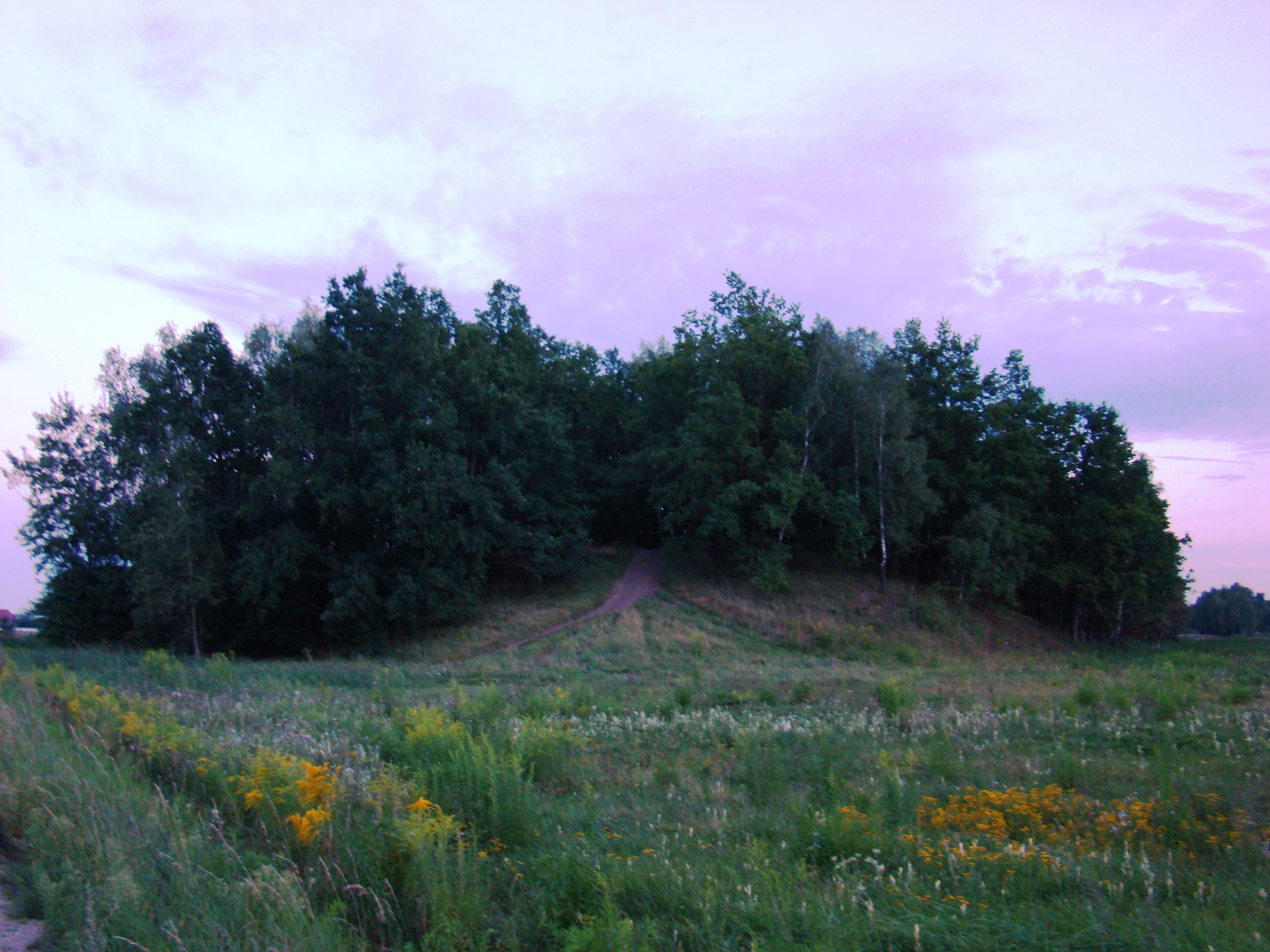
Hałda kopalni rud żelaza „Huta Nowa”